# Episodi speciali di Élite
Gli episodi speciali della serie televisiva Élite, denominati Storie brevi (Historias breves), sono pubblicati dal servizio on demand Netflix. Le prime quattro raccolte di episodi sono state trasmesse tra il 14 e il 17 giugno 2021 mentre le successive tre sono state distribuite tra il 15 e il 23 dicembre dello stesso anno. Le prime quattro raccolte di episodi sono ambientate tra la terza e la quarta stagione, mentre le ultime tre tra la quarta e la quinta.
| nº                   | Titolo           | Pubblicazione Spagna | Pubblicazione Italia |
| Guzmán Caye Rebe     | Guzmán Caye Rebe | Guzmán Caye Rebe     | Guzmán Caye Rebe     |
| -------------------- | ---------------- | -------------------- | -------------------- |
| 1                    | Parte 1          | 14 giugno 2021       | 14 giugno 2021       |
| 2                    | Parte 2          | 14 giugno 2021       | 14 giugno 2021       |
| 3                    | Parte 3          | 14 giugno 2021       | 14 giugno 2021       |
| Nadia Guzmán         |                  |                      |                      |
| 1                    | Parte 1          | 15 giugno 2021       | 15 giugno 2021       |
| 2                    | Parte 2          | 15 giugno 2021       | 15 giugno 2021       |
| 3                    | Parte 3          | 15 giugno 2021       | 15 giugno 2021       |
| Omar Ander Alexis    |                  |                      |                      |
| 1                    | Parte 1          | 16 giugno 2021       | 16 giugno 2021       |
| 2                    | Parte 2          | 16 giugno 2021       | 16 giugno 2021       |
| 3                    | Parte 3          | 16 giugno 2021       | 16 giugno 2021       |
| Carla Samuel         |                  |                      |                      |
| 1                    | Parte 1          | 17 giugno 2021       | 17 giugno 2021       |
| 2                    | Parte 2          | 17 giugno 2021       | 17 giugno 2021       |
| 3                    | Parte 3          | 17 giugno 2021       | 17 giugno 2021       |
| Phillipe Caye Felipe |                  |                      |                      |
| 1                    | Parte 1          | 15 dicembre 2021     | 15 dicembre 2021     |
| 2                    | Parte 2          | 15 dicembre 2021     | 15 dicembre 2021     |
| 3                    | Parte 3          | 15 dicembre 2021     | 15 dicembre 2021     |
| Samuel Omar          |                  |                      |                      |
| 1                    | Parte 1          | 20 dicembre 2021     | 20 dicembre 2021     |
| 2                    | Parte 2          | 20 dicembre 2021     | 20 dicembre 2021     |
| 3                    | Parte 3          | 20 dicembre 2021     | 20 dicembre 2021     |
| Patrick              |                  |                      |                      |
| 1                    | Parte 1          | 23 dicembre 2021     | 23 dicembre 2021     |
| 2                    | Parte 2          | 23 dicembre 2021     | 23 dicembre 2021     |
| 3                    | Parte 3          | 23 dicembre 2021     | 23 dicembre 2021     |

## Guzmán Caye Rebe
- Diretto da: Dani de la Orden
- Scritto da: Carlos Montero

### Trama
Rebe dà un festa di inaugurazione a cui si presentano solo Guzmán e Caye.
- Cast: Miguel Bernardeau, Claudia Salas, Georgina Amorós

## Nadia Guzmán
- Diretto da: Dani de la Orden
- Scritto da: Carlos Montero

### Trama
Nadia e Guzmán affrontano la relazione a distanza.
- Cast: Miguel Bernardeau, Mina El Hammani, Omar Ayuso

## Omar Ander Alexis
- Diretto da: Jorge Torregrossa
- Scritto da: Darío Madrona (parte 1) e Carlos Montero (parti 2-3)

### Trama
Ander e Omar vogliono aiutare Alexis nel percorso di cura contro il cancro.
- Cast: Omar Ayuso, Arón Piper, Jorge Clemente, Claudia Salas

## Carla Samuel
- Diretto da: Jorge Torregrossa
- Scritto da: Carlos Montero

### Trama
Carla sta per partire per Londra e Samuel si reca da lei per cercare di farla restare.
- Cast: Ester Expósito, Itzan Escamilla

## Phillipe Caye Felipe
- Diretto da: Lucìa Alemany
- Scritto da: Carlos Montero

### Trama
Caye e Rebe si trovano ad un mercatino dell'usato dove lavora Felipe, il quale dopo una discussione sulla moda chiede a Caye di realizzare vestiti per i poveri. Se in un primo momento tra i due sembra poter nascere qualcosa successivamente il ritorno di Philipe metterà in dubbio tutto.
- Cast: Pol Granch, Georgina Amorós, Claudia Salas, Rachel Lascar, Celia Sastre, Àlex Monner.

## Samuel Omar
- Diretto da: Lucìa Alemany
- Scritto da: Carlos Montero

### Trama
Quando Samuel rischia lo sfratto dalla casa della sua infanzia, Omar gli propone un'idea allettante per trovare il denaro di cui hanno bisogno.
- Cast: Itzan Escamilla, Omar Ayuso, Diego Martín (solo voce), Claudia Salas, Georgina Amorós.

## Patrick
- Diretto da: Eduardo Chapero Jackson
- Scritto da: Carlos Montero

### Trama
La vacanza di Patrick in una capanna nei boschi durante le feste natalizie si conclude con un risultato inaspettato e importante.
- Cast: Manu Ríos, Carla Dìaz, Martina Cariddi, Diego Martín, Ivan Pellicer, Junior Mbengani, Xóan Fórneas.